# Marc Ferdinand Grouber de Groubentall de Linière
Marc Ferdinand Grouber de Groubentall de Linière, né à Paris en 1739 et mort en 1815, est un avocat et homme de lettres français.
Auteur prolifique développant une pensée rationaliste et anticléricale plusieurs fois emprisonné pour ses écrits, il est selon l'avocat Jacques Isorni typique de l'« intellectuel d'ancien régime, [l']homme du XVIIIe siècle ».

## Biographie

### Un avocat anticlérical et prolifique
Fils de Ferdinand Joseph Grouber de Groubentall, un noble de Styrie, et de Marie-Anne Boutinot de Plainville, Marc Ferdinand naît en 1739 à Paris, dans la paroisse Saint-André-des-Arts. Le détail de sa jeunesse n'est pas connu, mais Jacques Isorni suppose qu'il a dû commencé à étudier le droit vers 1756 avant de travailler « dans quelque étude d'avoué, de notaire ou de procureur au Châtelet pour se préparer à sa future carrière d'avocat au Parlement ».
En 1760, il publie deux premières courtes œuvres, Irus ou le Savetier du coin, poème philosophique inspiré par Voltaire et Nicolas Boileau, et Le Sexe triomphant, poème célébrant une victoire du baron de Laudon et dédié au comte de Starhemberg, ambassadeur de l'impératrice d'Autriche en France. L'année suivante, il gagne avec son ami Henri-Joseph Dulaurens un prix de poésie de l'Académie de Douai, puis tous deux cosignent Les Jésuitiques, trois odes violemment anticléricales qui valent à Groubentall de Linière quelques semaines d'emprisonnement au Petit Châtelet et à Dulaurens un exil en Hollande. L'année suivante, alors qu'il avait retrouvé un emploi auprès du maire de Rennes Jacques-Jean Hévin, il est embastillé trois mois pour avoir distribué Le Balais, long « poème héroï-comique » de Dulaurens. 
Groubentall de Linière devient ensuite dans les années 1760 avocat au parlement de Paris, sans que la date précise ne soit connue. Il se met alors à signer ses ouvrages « Grouber de Grubentall », ajoutant souvent la qualité d'« écuyer » à celle d'avocat,. Tout en continuant à exercer, il imprime à ses frais de nombreux mémoires, traités et essais théoriques sur des sujets variés, des finances publiques à l'administration des provinces en passant par la « révolte de Saint-Domingue ». Il transmet tous ces textes aux autorités et les envoie à des intellectuels avec qui il correspond, se targuant d'avoir influencé de nombreux dirigeants et d'avoir été reconnu par des personnalités aussi éminentes que Voltaire ou Frédéric II de Prusse. Malgré son activité éditoriale et ses relances incessantes, Grouber n'obtient cependant jamais le poste dans la haute administration qu'il désire.
Cette activité prolifique fait de Grouber de Groubentall, selon Isorni, un caractère typique du XVIIIe siècle : « l'homme de loi qui aime la poésie même s'il n'est pas inspiré, l'avocat au Parlement dans un pays et dans une époque où la profession d'avocat commençait à ouvrir toutes les carrières, le théoricien de l'économie politique, des finances, de l'administration, réformateur dans un siècle de réformes, anticlérical de passion et de principe, rationaliste, dans un siècle de philosophes et d'encyclopédistes ».

### Grouber sous la Révolution française et l'Empire
Après la suppression de l'ordre des avocats durant la Révolution française, Grouber de Groubentall se retrouve juge de paix adjoint dans la section de l'Hôtel de ville, où une grande partie de l'activité révolutionnaire se concentre. Dans le cadre du procès de Louis XVI, Monsieur de Malesherbes, l'un des avocats du roi, charge Grouber de mettre en forme un texte de Louis XVI en vue d'une éventuelle procédure d'appel. Le texte fut imprimé pendant le procès par l'imprimeur J.-J. Rainville, rue de Seine. Une fois l'issue du procès connue et la possibilité de faire appel au peuple rejetée, Grouber, craignant pour sa propre vie, fait détruire la totalité du tirage, à l'exception d'un unique exemplaire plus tard remis à Louis XVIII. L'imprimeur en conserve cependant des épreuves.
Le 13 septembre 1793, il est arrêté pour des raisons peu claires et incarcéré aux Magdelonnettes. Après coup, son arrestation est justifiée par la loi des suspects, pourtant passée quatre jours plus tard. Le 15 décembre, il est transféré à la maison de suspicion de la rue de la Bourbe, près de Port-Royal, où il est enfermé auprès notamment de Malesherbes jusqu'au 11 octobre 1794, date de sa libération.
Après sa libération, Grouber de Groubentall se remet à écrire des ouvrages économiques comme politiques. Ses textes philosophiques font alors montre d'un certain fatalisme, dont en restant marqués par l'anticléricalisme — il soutient encore en 1802 l'instauration d'un clergé rationaliste organisé autour du culte de l'Être suprême et réédite La Chandelle d'Arras de Dulaurens en 1807. Sur le plan politique, alors qu'il défendait avant la Révolution l'idée que les procédés d'administration dépendaient des caractéristiques propres à chaque peuple, il change entièrement d'avis, assurant en 1802 dans ses Principes élémentaires de gouvernement que « la nature est partout la même ». En 1813 encore, la Direction générale de l'imprimerie retoque un de ses mémoires critiquant la censure et réclamant la création d'une organisation de gens de lettres en le qualifiant de « vieil idéologue (...) qui avait publié il y a vingt ans quelques rêves politiques et philosophiques ». Cette activité intellectuelle toujours soutenue n'est pas plus efficace sous l'Empire qu'elle ne l'avait été sous l'Ancien Régime ou durant la Révolution et Grouber de Groubentall « meurt obscurément vers la fin de l'Empire ».

### Vie privée
Il a deux filles d'un premier mariage.
Il épouse Marie Catherine Guillier de Galland, par contrat du 27 février 1781 passé chez le notaire parisien André Jacques Porchon de Blonval.

## Un personnage mal connu

### Des biographies erronées
Grouber ayant publié ses différents ouvrages sous différents noms, ce qui était fréquent à l'époque, les premières personnes qui ont rédigé des notices encyclopédiques le concernant ont, à la suite de J. Delort, distingué l'homme de lettres Groubentall de Linière de l'avocat Grouber de Groubentall, soulignant généralement qu'il ne fallait pas confondre les deux. C'est ainsi le cas de la Biographie universelle dirigée par Louis Gabriel Michaud, (1839), du Grand Dictionnaire universel du XIXe siècle (1863-1876). L'erreur a ensuite été reprise dans différents fichiers bibliographiques, notamment celui de la Bibliothèque nationale de France.

### Grouber etL'Appel de Louis XVI
En mars et avril 1837, Jules-Antoine Taschereau publie dans les 27e et 28e numéros de la Revue rétrospective le texte de l'Appel de Louis XVI. Il présente le document de la sorte : « Les défenseurs de Louis XVI étant absorbés tout entiers par les débats (...) Monsieur de Malesherbes chargea Grouber de Groubentall, avocat au parlement de Paris, de préparer un mémoire en faveur du monarque accusé, pour le cas, très probable dès la première audience, où il serait condamné et dans l'espoir, moins fondé, que les juges admettraient l'appel à la nation du jugement qu'ils auraient rendu. »
Selon l'avocat Jacques Isorni, l'auteur de l’Appel est Louis XVI lui-même et Taschereau a commis une « grave erreur historique » en l'attribuant à Grouber, qui se serait contenté de le mettre en forme. Isorni le démontre dans sa longue introduction à l'édition de l’Appel publiée en 1949 par Flammarion, un travail de recherche salué en préface par l'académicien et historien Louis Madelin,. Jean-Christian Petitfils, biographe de Louis XVI, écrit à ce sujet : « Le fait qu'on y remarque certaines obsessions et thèmes récurrents chers au monarque (le rôle du duc d'Orléans dans les manœuvres contre le trône, la dénonciation des jacobins et des factieux, la référence au "malheureux Charles d'Angleterre") ne rendent pas invraisemblable cette attribution. ». En 2017, l'ensemble de ces textes ont été réédités par l'historien royaliste Louis-Hubert Remy, qui regrette qu'ils soient restés peu connus.

## Œuvres
- Appel de Louis XVI, roi de France, à la nation, contenant ses défenses et ses moyens, tant sur l'accusation portée contre lui par la Convention nationale que contre le décret de mort par elle prononcé le 17 janvier 1793, Paris, J.-J. Rainville, imprimeur, rue de Seine, faubourg Saint-Germain, petit hôtel de Mirabeau, n° 450, 1793.